# Utbildningscentret för kollektivtrafik
Utbildningscentret för kollektivtrafik är ett utbildningsföretag som främst utbildar bussförare på uppdrag av Arbetsförmedlingen. Verksamheten startade i maj 2002 på två platser, i Malmö och i Kristianstad. I april 2008 övertog Utbildningscentret verksamheten vid UVS Gymnasium i Arboga AB.